# Trochosa ursina
Trochosa ursina är en spindelart som först beskrevs av Schenkel 1936.  Trochosa ursina ingår i släktet Trochosa och familjen vargspindlar. Inga underarter finns listade i Catalogue of Life.